# Абатство Валь-де-Ґрас
48°50′23″ пн. ш. 2°20′30″ сх. д. / 48.8398° пн. ш. 2.3417° сх. д.
Абатство Валь-де-Грас (фр. Abbaye du Val-de-Grâce) — монастир, що нині не діє. Розташований у V окрузі Парижа.

## Історія
Абатство засноване в XVII столітті за розпорядженням Анни Австрійської, на знак подяки Богу за народження сина — Людовіка XIV. Перший камінь закладено у 1645 році, коли маленькому Людовікові було вже сім років. Спочатку будівництво монастиря доручили Франсуа Мансару; згодом його продовжили Жак Лемерсьє, П'єр Ле Мюе та Габріель Ле Дюк . Роботи завершено лише 1667 року. Тривалий час абатство слугувало королівською усипальницею .
Після смерті Анни Австрійської абатство занепало. Будівля вціліла в роки Французької революції, проте 1793 року указом Національного конвенту воно передано для військового шпиталю. Можливо, саме це дозволило йому зберегтися у чудовому стані .
Нині в будівлі абатства, як і раніше, розташовується однойменний шпиталь. Крім того, тут розміщуються військово-медична школа, бібліотека Медичної служби збройних сил Франції та Музей медичної служби армії. Експозиція музею розповідає про створення, історію та місію медичної служби.
До монастирського комплексу входить також церква Валь-де-Грас, побудована у стилі бароко. Це діючий храм, що належить Військовому ординаріату Франції .

## Список абатис
- 1621-1626 : Марґеріта д'Арбуз (Marguerite de Vény d'Arbouzes)
- 1626-1637 : Луїза II де Мілле (Louise II de Milley)
- 1637-1650 : Марія III де Бурж (Marie III de Burges)
- 1650-1662 : Анна IV де Компан (Anne IV de Compans)
- 1662-1674 : Марґеріта V дю Фур (Marguerite V du Four)
- 1674-1683 : Анна V де Манґо (Anne V de Mangot)
- 1683-1686 : Марґеріта V дю Фур (Marguerite V du Four)
- 1686-1696 : Анна V де Манґо (Anne V de Mangot)
- 1696-1699 : Анна VI де Баррі
- 1699-1711 : Женев'єва Перро (Geneviève Perreau)
- 1711-1718 : Марі-Франсуаз Бійон (Marie-Françoise Billon)
- 1718-1724 : Женев'єва Перро (Geneviève Perreau)
- 1724-1726 : Маґдалена Ланлуа (Magdeleine Langlois)
- 1726-1729 : Ніколь де Компан (Nicole de Compans)
- 1729-1789 : Ґабріела де Міжень дю Бурнеф (Gabrielle de Migennes du Bourgneuf)